# 9280 Stevenjoy
A 9280 Stevenjoy (ideiglenes jelöléssel (9280) 1981 EQ14) a Naprendszer kisbolygóövében található aszteroida. Schelte J. Bus fedezte fel 1981. március 1-én.